# Collegio uninominale Veneto 2 - 03 (2017)
Il collegio elettorale uninominale Veneto 2 - 03 è stato un collegio elettorale uninominale della Repubblica Italiana per l'elezione della Camera dei deputati tra il 2017 ed il 2022.

## Territorio
Come previsto dalla legge elettorale italiana del 2017, il collegio era stato definito tramite decreto legislativo all'interno della circoscrizione Veneto 2.
Era formato dal territorio di 35 comuni: Borgoricco, Cadoneghe, Campo San Martino, Campodarsego, Campodoro, Camposampiero, Carmignano di Brenta, Cervarese Santa Croce, Cittadella, Curtarolo, Fontaniva, Galliera Veneta, Gazzo, Grantorto, Limena, Loreggia, Massanzago, Mestrino, Noventa Padovana, Piazzola sul Brenta, Piombino Dese, Saccolongo, San Giorgio delle Pertiche, San Giorgio in Bosco, San Martino di Lupari, San Pietro in Gu, Santa Giustina in Colle, Tombolo, Trebaseleghe, Veggiano, Vigodarzere, Vigonza, Villa del Conte, Villafranca Padovana e Villanova di Camposampiero.
Il collegio era quindi interamente compreso nella provincia di Padova.
Il collegio era parte del collegio plurinominale Veneto 2 - 01.

## Eletti
| Elezione | Elezione | Deputato        | Partito |
| -------- | -------- | --------------- | ------- |
|          | 2018     | Alberto Stefani | Lega    |

## Dati elettorali

### XVIII legislatura
Come previsto dalla legge elettorale, 232 deputati erano eletti con sistema a maggioranza relativa in altrettanti collegi uninominali a turno unico.
| Candidati              | Candidati                 | Voti    | %     | Liste                    | Voti    | %     |
| ---------------------- | ------------------------- | ------- | ----- | ------------------------ | ------- | ----- |
|                        | Alberto Stefani ✔️ Eletto | 100 714 | 52,28 | Lega                     | 69 229  | 35,94 |
| Forza Italia           | Alberto Stefani ✔️ Eletto | 100 714 | 52,28 | 22 086                   | 11,46   |       |
| Fratelli d'Italia      | Alberto Stefani ✔️ Eletto | 100 714 | 52,28 | 7 092                    | 3,68    |       |
| Noi con l'Italia - UDC | Alberto Stefani ✔️ Eletto | 100 714 | 52,28 | 2 307                    | 1,20    |       |
|                        | Alberto Artoni            | 48 117  | 24,98 | Movimento 5 Stelle       | 48 117  | 24,98 |
|                        | Anna Zanetti              | 31 773  | 16,49 | Partito Democratico      | 26 667  | 13,84 |
| +Europa                | Anna Zanetti              | 31 773  | 16,49 | 3 924                    | 2,04    |       |
| Civica Popolare        | Anna Zanetti              | 31 773  | 16,49 | 602                      | 0,31    |       |
| Italia Europa Insieme  | Anna Zanetti              | 31 773  | 16,49 | 580                      | 0,30    |       |
|                        | Sara Mondini              | 3 984   | 2,07  | Liberi e Uguali          | 3 984   | 2,07  |
|                        | Lucia Vecchi              | 1 874   | 0,97  | Il Popolo della Famiglia | 1 874   | 0,97  |
|                        | Francesca Bellizzi        | 1 532   | 0,80  | CasaPound                | 1 532   | 0,80  |
|                        | Emma Marzari              | 1 189   | 0,62  | Italia agli Italiani     | 1 189   | 0,62  |
|                        | Ermanno Giachin           | 983     | 0,51  | Potere al Popolo!        | 983     | 0,51  |
|                        | Antonio Zanchin           | 796     | 0,41  | Grande Nord              | 796     | 0,41  |
|                        | Sonia Pressendo           | 735     | 0,38  | Partito Valore Umano     | 735     | 0,38  |
|                        | Edoardo Matteoda          | 702     | 0,36  | 10 Volte Meglio          | 702     | 0,36  |
|                        | Carlo Cavinato            | 250     | 0,13  | PRI - ALA                | 250     | 0,13  |
| Totale                 | Totale                    | 192 649 | 100   |                          | 192 649 | 100   |
|                        |                           |         |       |                          |         |       |
| Voti non validi        | Voti non validi           | 5 308   | 2,68  |                          |         |       |
| Votanti                | Votanti                   | 197 957 | 82,28 |                          |         |       |
| Elettori               | Elettori                  | 240 582 |       |                          |         |       |